# Nihon Ken Hozonkai
Il Nihon Ken Honzonkai (日本犬保存会?, Nihon Ken Honzonkai, Associazione per la salvaguardia dei Cani giapponesi), Comunemente abbreviato in Nippo, è un conservatore dei registri per le sei specie di razze canine giapponesi: gli Akita Inu, Kai Ken, Shikoku, Kishu, Hokkaido-inu, e lo Shiba Inu.
L'organizzazione è stata fondata nel 1928 dal dr Hiroyo Saito, che fu anche il primo presidente, e fu ufficialmente nominata con l'attuale titolo nel 1932. Con il supporto di Nippo, l'Akita Inu è stato designato monumento naturale nel 1931, e lo Shiba Inu nel 1936. La Nippo è stata ufficialmente riconosciuta dal governo giapponese nel 1937. La prima esposizione nazionale della Nippo si è tenuta a Tokyo il 6 novembre 1932.
Nel 1988 il gruppo ha festeggiato il sessantesimo anniversario, e nel 1992 ha registrato l'iscrizione di circa 16.000 membri e la registrazione annuale di 60.000 cani. Attualmente gestisce un'esposizione nazionale in autunno e vari esposizioni regionali ogni autunno e primavera.